# 파쿼 제도

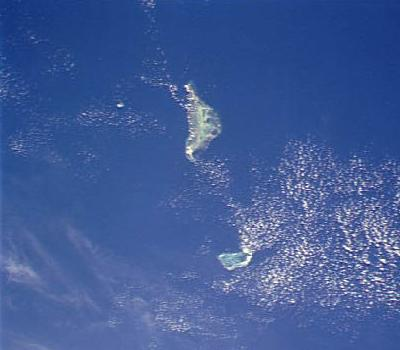

파쿼제도(Farquhar Group)는 세이셸 외곽 섬들에 속하며 섬국가에서 남서쪽에 위치하며 수토 빅토리아(마에섬)에서 남서쪽으로 700킬로미터 이상 지점에 위치한다.
파쿼제도에 고유하게 존재하는 유일한 거미종으로 Farqua quadrimaculata가 있다.

## 면적
이 제도의 총 면적은 12.837 제곱 킬로미터 미만이지만 환초의 총 면적은 대략 370 제곱 킬로미터에 이른다.
이 제도는 2개의 환초와 하나의 섬으로 구성된다. 게다가 2개의 수중 암초가 있다:
1. 파쿼 환초
2. 프로비던스 환초
3. 세인트피에르섬
4. 위저드 환초
5. Umzinto Bank (수중)
6. Bulldog Bank (수중)
7. McLeod Bank (수중)